# Barrett Strong
Barrett Strong Jr. (ur. 5 lutego 1941 w West Point, zm. 28 stycznia 2023 w La Jolla) – amerykański piosenkarz i autor tekstów. Był pierwszym artystą, który nagrał przebój dla wytwórni Motown Records.

## Życiorys
Strong był jednym z pierwszych artystów podpisujących kontrakt z początkującą wytwórnią Berry'ego Gordy’ego, Motown Records, i wykonawcą przeboju „Money (That’s What I Want)”, który osiągnął 2. miejsce na amerykańskiej liście przebojów R&B w 1960 roku. Utwór ten sprzedał się w liczbie ponad miliona egzemplarzy i został nagrodzony złotą płytą przez stowarzyszenie Recording Industry Association of America. Singiel ten nagrało później wielu wykonawców, m.in. The Beatles, The Rolling Stones, Jerry Lee Lewis i Buddy Guy. 
W połowie lat 60. Strong został tekściarzem Motown Records, współpracując z producentem Normanem Whitfieldem. Razem napisali najbardziej udane i doceniane utwory przez krytyków piosenek soulowych, w tym „I Heard It Through the Grapevine”.
Po tym jak Motown Records przeniosło swoją siedzibę z Detroit w stanie Michigan do Los Angeles w Kalifornii, Strong opuścił wytwórnię i wznowił karierę wokalną. Podpisał kontrakt z Epic Records w 1972 roku oraz opuścił wytwórnię Capitol Records, gdzie w latach 70. nagrał dwa albumy.
W latach 80. Barrett Strong nagrał utwór „Rock It Easy” i napisał „You Can Depend on Me”, który ukazał się w albumie The Second Time (1988). 
W 2004 roku został wprowadzony do Songwriters Hall of Fame.

## Dyskografia
- 1975: Stronghold
- 1976: Live & Love
- 1987: Love Is You
- 2008: Stronghold II